# Maria Rutgers-Hoitsema
Maria Wilhelmina Hendrika (Mietje) Rutgers-Hoitsema (Britsum, 10 juli 1847 – Rijswijk, 26 oktober 1934) was een Nederlandse feministe, onderwijzeres en sociaal hervormster.

## Leven en werk
Rutgers-Hoitsema werd in 1847 in Britsum geboren als Maria Wilhelmina Hendrika Hoitsema, dochter van de predikant Synco Hoitsema en Rika van Bolhuis, kleindochter van de predikant en taalkundige Lambertus van Bolhuis. In 1865 haalde ze haar onderwijsdiploma en in 1870 begon ze met anderen een meisjesschool te Leiden. In 1873 werd Hoitsema hoofd van de openbare meisjesschool voor uitgebreid lager onderwijs te Rotterdam. 
Zij was een feministe, (mede-)oprichtster van onder meer de Vereeniging voor Vrouwenkiesrecht, de Rotterdamsche Buurtvereeniging ter Ontwikkeling van Vrouwen en Kinderen en Gezinnen uit de Arbeidersklasse en de Vereeniging ter Behartiging van de Belangen der Vrouw. Ze nam ook deel aan de bijeenkomsten rond de Nationale Tentoonstelling van Vrouwenarbeid 1898 en in 1898 werd Rutgers-Hoitsema vice-voorzitster van de Nationale Vrouwenraad. Eveneens was ze nauw betrokken bij de oprichting van de Amsterdamse School voor Maatschappelijk Werk en ook was zij bestuurslid van de Nieuw-Malthusiaanse Bond. Aan het begin van de twintigste eeuw werd ze SDAP-lid. Ze was tevens betrokken bij de oprichting van de Vereeniging Onderlinge Vrouwenbescherming, samen met onder andere Annette Versluys-Poelman.
Maria Hoitsema trouwde te Rotterdam op 3 augustus 1885 met de vooruitstrevende arts Jan Rutgers. Uit dit huwelijk werden geen kinderen geboren. Rutgers-Hoitsema overleed op 87-jarige leeftijd te Rijswijk in 1934.
Er zijn straten naar haar vernoemd in onder andere Maassluis, Zutphen, Spijkenisse, Hoofddorp en de Leidse wijk de Stevenshof.